# تپه و بقایای معماری قصر دختر
تپه و بقایای معماری قصر دختر مربوط به هزاره دوم تا میانه دوران‌های تاریخی پس از اسلام است و در شهرستان کلات، بخش زاوین، روستای آبگرم واقع شده و این اثر در تاریخ ۱۹ مرداد ۱۳۸۴ با شمارهٔ ثبت ۱۲۸۷۰ به‌عنوان یکی از آثار ملی ایران به ثبت رسیده است.